# Reto Donatsch
Reto Donatsch (* 7. Januar 1973) ist ein ehemaliger Schweizer Squashspieler.

## Karriere
Reto Donatsch spielte in den 1990er-Jahren erstmals auf der PSA World Tour. Im Laufe seiner Karriere erreichte er ein Finale auf der Tour. Seine beste Platzierung in der Weltrangliste erreichte er mit Rang 50 im September 1999. 1998 und 1999 wurde er Schweizer Meister. Mit der Schweizer Nationalmannschaft nahm er 1993, 1995, 1997 und 1999 an der Weltmeisterschaft teil. Darüber hinaus gehörte er mehrfach zum Schweizer Kader bei Europameisterschaften.
Seine Schwester Martina Donatsch war ebenfalls Squashspielerin.

## Erfolge
- Schweizer Meister: 1998, 1999